# One of Those Days When Hemme Dies
One of Those Days When Hemme Dies (türkisch: Hemme’nin öldüğü günlerden biri) ist ein türkischer Spielfilm von Murat Fıratoğlu aus dem Jahr 2024. Der Film wurde von der Türkei als Beitrag für die Oscarverleihung 2026 als Bester internationaler Film eingereicht.

## Handlung
Bei einer Hochzeit tanzt eine Personenreihe einen Türkischen Volkstanz. Danach sieht man eine Gruppe Männer und Frauen, die auf Feld arbeiten und Tomaten trocknen. Erst schneiden die Frauen die Tomaten auf, dann streuen die Männer Salz darauf und kehren sie schließlich zusammen. Als der Vorarbeiter Hemme an den Männern vorbeikommt, fragt Eyüp ihn nach dem seit zwei Wochen ausstehenden Gehalt. Hemme weist ihn wirsch ab und geht weiter. Gegenüber dem Arbeiter Ali gibt er zu, wegen der Moskitos schlecht zu schlafen.
Bei der nächsten Begegnung der beiden bricht ein Handgemenge aus, da Hemme Eyüps Mutter beleidigt hat. Daraufhin fährt Eyüp wutentbrannt mit seinem Mofa davon. Dieses geht allerdings immer wieder aus, weshalb er es durch Laufen in der sengenden Hitze zum Starten bringen muss. Zwischendurch macht er vor einem Holzhandel Halt und schaut zwei mittelalten Männern beim Mittagessen zu. Als einer ihm einen Tee holt, fährt Eyüp ab. Zuhause angekommen holt er eine geladene Pistole hervor und verabschiedet sich wortlos von seiner Frau und zwei kleinen Kindern.
Zwischen Feldern begegnet er einem Weinbauern, der lieber am Meer wäre und dessen Rosen in der Hitze schlecht wachsen. Bald macht sich Eyüp wieder auf den Weg, lässt aber bald sein Mofa am Wegrand stehen. Ein Bekannter nimmt ihn in die nächste Stadt mit, wo er einem alten Mann hilft, eine Wassermelone nach Hause zu tragen. Unterwegs kauft er eine Wasserflasche bei einem Händler, der vor seinem Fernseher und Heidi eingeschlafen ist. Vor dem Haus des alten Mannes teilt er mit ihm die Wassermelone.
In den ausgestorbenen Straßen ruft eine Frau an, die Eyüp erinnert, dass er bis morgen seine Schulden in Izmir bezahlen müsse. Kurze Zeit später nimmt ihn sein Schwager in einem brandneuen Elektroauto mit. Jener scheint ein erfolgreicher Bauunternehmer zu sein, der Eyüp vorwirft, seine klugen Ratschläge zu ignorieren. In einem Schreibwarenladen trifft er auf eine Schulfreundin, die ihn an seine fröhliche Kindheit erinnert, die vom Tod seines Vaters unterbrochen wurde.
Später ruft sein Bruder Ali an, der ein gutes Wort für Hemme einlegt und Eyüp bittet, am Abend zu der Hochzeit von Bekannten zu gehen. Daraufhin setzt sich Eyüp auf eine Parkbank sieht Fußgängern dabei zu, wie sie eine Coladose hin und her kicken. Schließlich kehrt er in der Abenddämmerung auf das Feld zurück und schiebt sein Mofa in Richtung einer fernen Siedlung. Der Film endet mit der Hochzeit vom Anfang, wobei Eyüp mit in der Reihe tanzt.

## Produktion
Der Filmemacher Fıratoğlu übernahm Regie, Drehbuch und Produktion seines Debütfilms und spielte noch die Hauptrolle des Eyüp. Die weiteren Darsteller sind Verwandte und Bewohner der gezeigten Stadt Siverek. Der Film feierte bei den Internationalen Filmfestspielen von Venedig im September 2024 Premiere und wurde in der Sektion Horizonte gezeigt. Dort gewann er den Spezialpreis der Jury. Beim Adana Golden Boll Film Festival den Hauptpreis. Danach lief er bei weiteren Festivals, wo er jeweils nominiert wurde oder Preise erhielt.
Der Film wird international von Luxbox vertrieben.
Der Film wurde im Juli 2025 von der Türkei als Beitrag für die Oscarverleihung 2026 als Bester internationaler Film eingereicht.

## Rezeption
Muriel del Don für Cineuropa: „Der Film wird in der Tat von Männern dominiert, von Figuren, die zu grotesken Mitteln greifen, um ihre Herrschaft durchzusetzen und zu bewahren. Eyüp scheint diesem Teufelskreis entkommen zu wollen, um ein Gleichgewicht und „Respekt“ zu finden, die nicht auf dem Gesetz des Dschungels, sondern auf Toleranz und Solidarität beruhen. One of Those Days When Hemme Dies ist ein ästhetisch kraftvoller Debütfilm, der Einfachheit zum Schlachtfeld macht.“
Clarence Tsui für The Film Verdict: „Der Plan eines rachsüchtigen Landarbeiters, seinen manipulativen Vorarbeiter zu töten, weicht in dem soliden Regiedebüt des Anwalts und Filmemachers Murat Firatoglu der Empathie für die arme Landbevölkerung.“
International Cinephile Society: „Mit seinem starken Debüt sowohl in Bezug auf die Erzählung als auch den Stil erweist sich One of Those Days When Hemme Dies als äußerst wirkungsvolle Mischung aus sozialen Themen und existenziellen Überlegungen und etabliert Fıratoğlu als unverzichtbare neue Stimme im zeitgenössischen Kino.“

## Auszeichnungen (Auswahl)
One of Those Days When Hemme Dies wurde von der Türkei als Beitrag für die Oscarverleihung 2026 als bester Internationaler Film eingereicht.
- 2024: Internationale Filmfestspiele von Venedig: Spezialpreis der Jury
- 2024: Eurasia International Film Festival Spezialpreis der Jury
- 2024: Aldana Fimfestival in der Kategorie Bester Film
- 2024: Turkish Film Critics Association: Nominierung in sechs Kategorie und Auszeichnung für Bester Film, Beste Regie und Bestes Drehbuch
- 2024: Ankara International Film Festival in den Kategorien Bester Film, Beste Regie und Bester Schnitt
- 2025: Uruguay International Film Festival: Lobende Erwähnung als Debütfilm